# Mummenschanz

Bernie Schürch, Floriana Frassetto, Andres Bossard (da sinistra) 1974

Mummenschanz è un gruppo teatrale svizzero che produce spettacoli di mimo, interpretando le coreografie in maschera e in costumi elaborati e surreali.

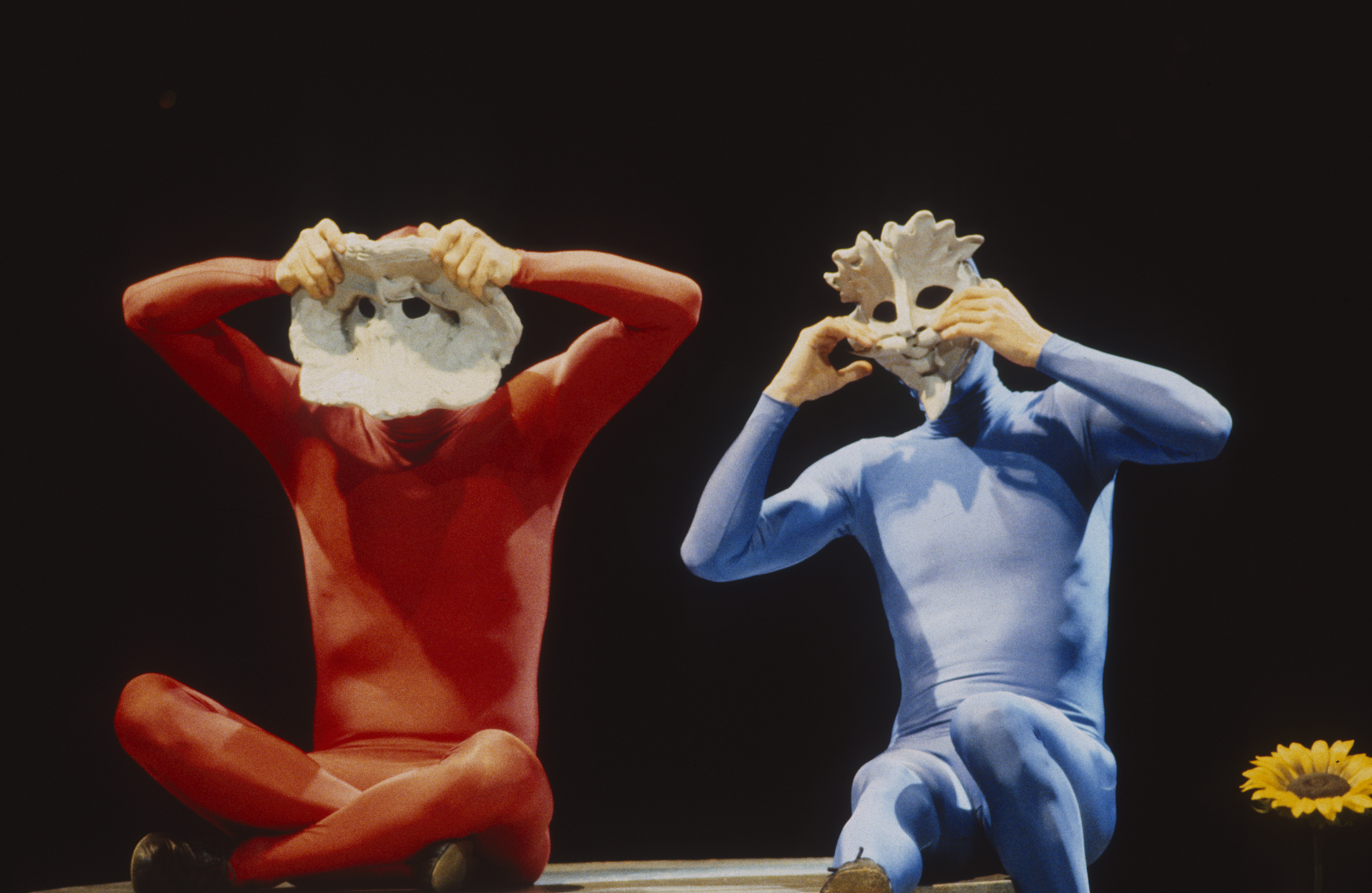
1988 al Circo Knie

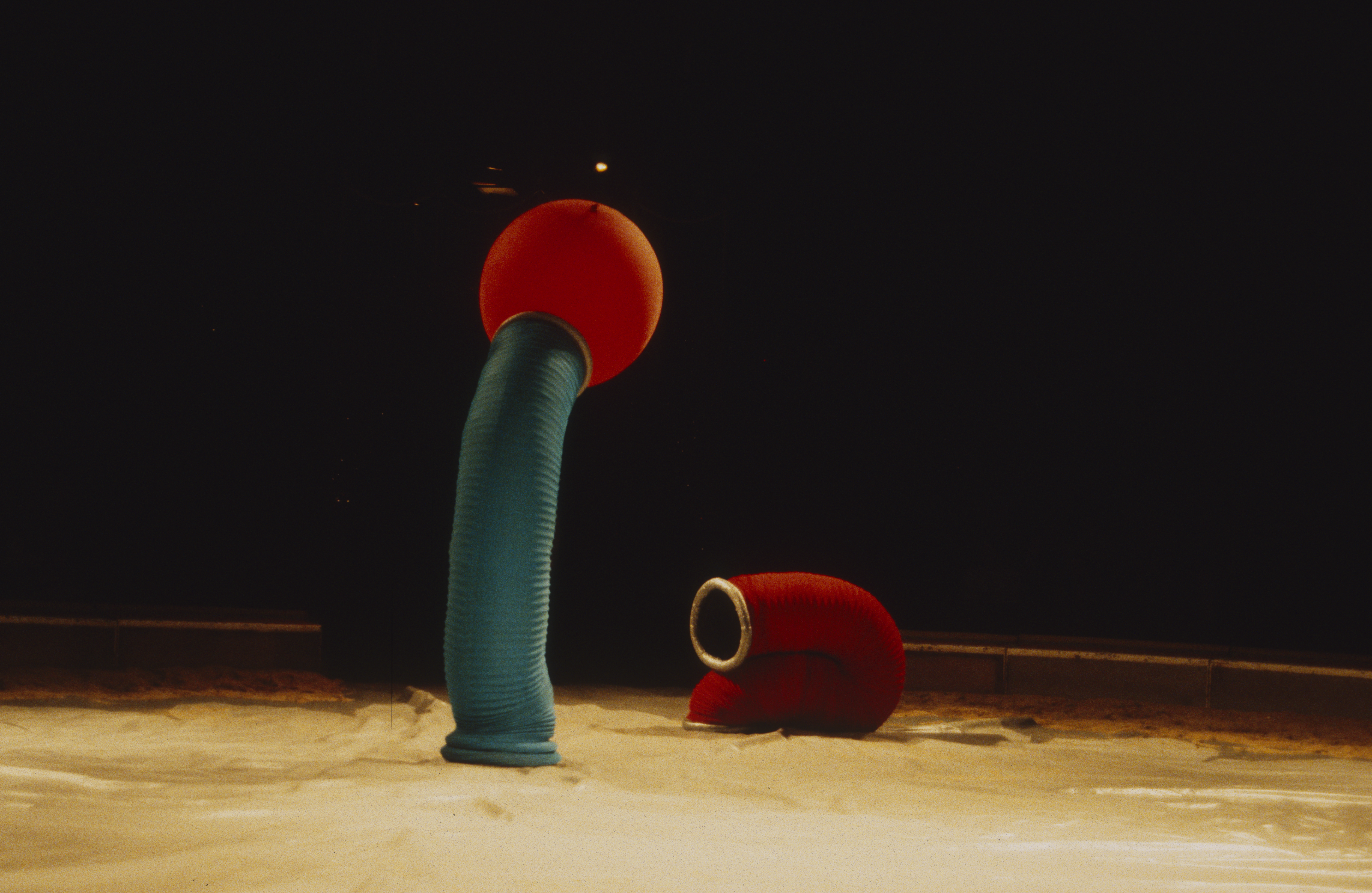
1988 al Circo Knie

## Storia
La compagnia fu fondata nel 1972 da Bernie Schürch e dallo scomparso Andres Bossard (9 agosto 1944 - 25 marzo 1992), svizzeri, insieme all'italiana Floriana Frassetto. Il "Mummenschanz Mask Theater" fu fondato, a seguito di alcuni anni di sperimentazione, da mimi già allievi della scuola parigina di Jacques Lecoq e della scuola romana di Roy Bosier. I mimi della compagnia non usano né musica né scenografie e non mostrano mai i loro volti, usano solamente l'espressività corporea per attribuire personalità ad oggetti, usati anche come maschere.
Iniziarono un tour nel continente americano nel 1973, in seguito furono in cartellone a Broadway (periodo 1977-79 e 1986). Sono apparsi alla televisione americana come ospiti nell'ultima puntata della prima serie del Muppet Show, registrata nel 1976. In più di 40 anni di attività in giro per il mondo la compagnia ha totalizzato oltre 1200 serate di spettacoli nel corso delle due apparizioni a Broadway. Andres Bossard, uno dei fondatori, morì di AIDS nel 1992 a 47 anni.